# Transsibiriska vägen

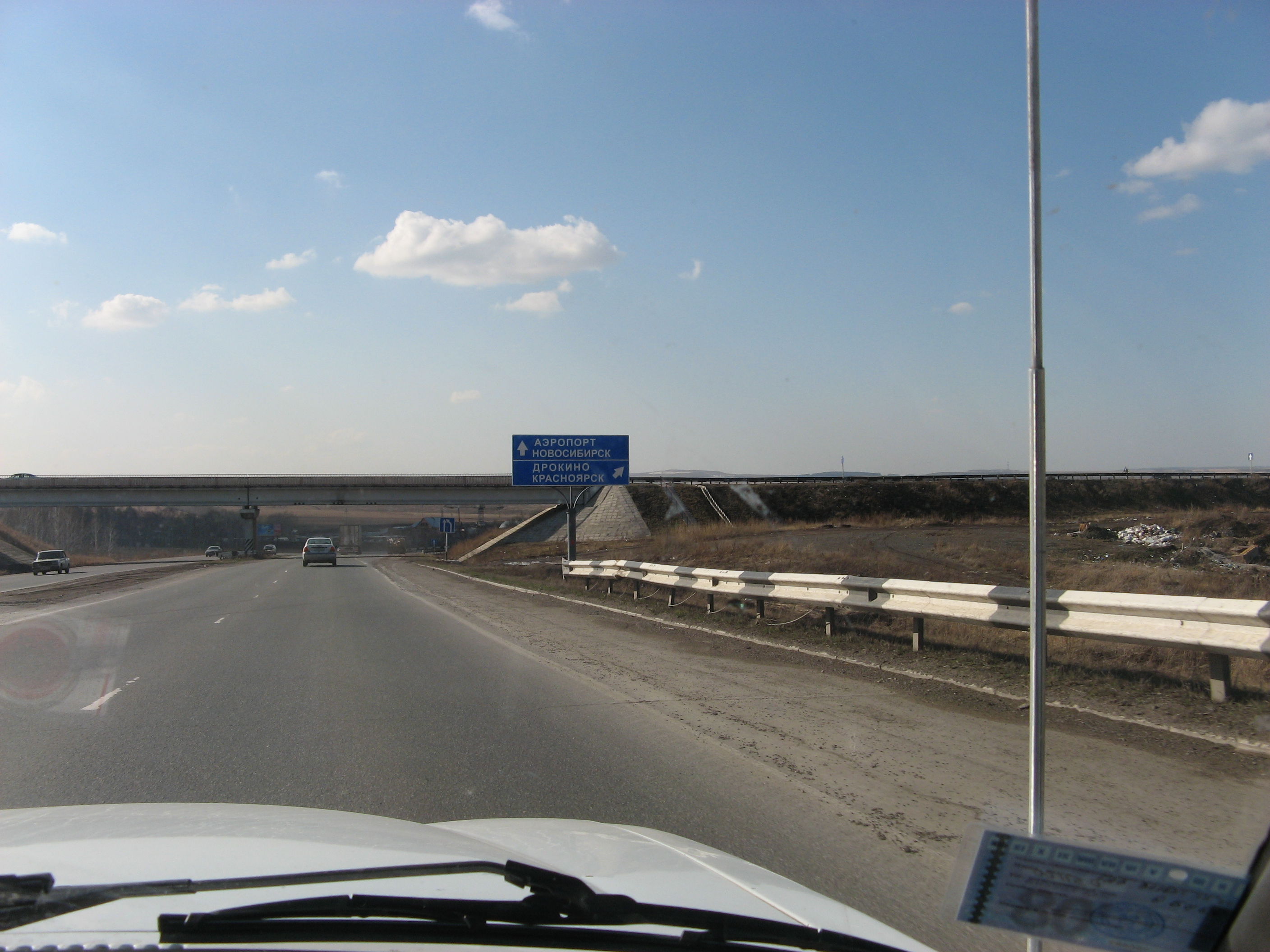
M53 nära Krasnojarsk

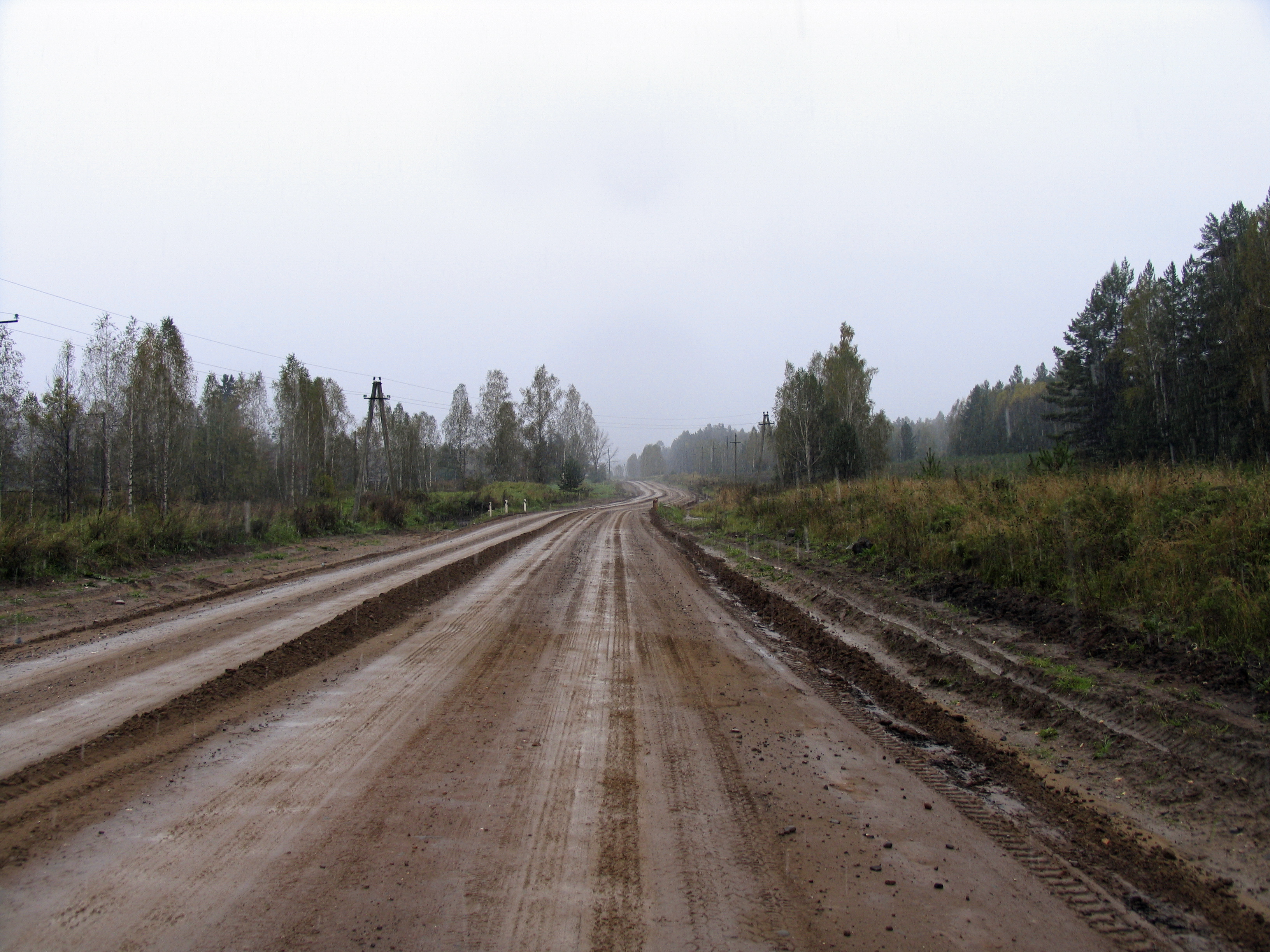
M53 mellan Krasnojarsk-Irkutsk före rekonstruktion.

Transsibiriska vägen är ett namn på vägen Sankt Petersburg - Moskva - Samara - Omsk - Irkutsk - Vladivostok. Den är ungefär 10 500 km lång.
Den har inte något gemensamt vägnummer utan namnet är mer ett turistvägnamn. Ryska vägnummer är bl.a. M10, M5, M51, M53, M55 och M60. Mellan Sankt Petersburg och Omsk är vägen europaväg E105 resp E30. Vägen föjer Asienvägar (AH8, AH6 och AH30) längs hela sträckan.
Vägen färdigställdes 2004, även om den är grusväg längs minst 1000 km i mellersta Sibirien. Andra delar liknar motorväg. En mer än 500 km lång sträcka öster om Tjita saknades helt förr. Det gick innan 2004 inte att köra genom hela Sibirien utom genom att transportera bilen på tåget en lång sträcka. Man byggde sträckan som grusväg för att spara kostnad och eftersom området ändå är mycket glesbefolkat och anslutande vägar också var grusvägar. Det har däremot gått har köra via Kina till Stilla havet, men det har varit svårt att få visum, långa perioder har gränsen varit stängd.
Man håller på att utföra uppgraderingsarbeten på äldre sträckor av vägen för att den skall få en enhetligt god standard,som slutfördes den 12 augusti 2015. Den nya delen öster om Tjita blev till exempel färdigasfalterad 2010.
Idén om en landsväg igenom hela Ryssland är en gammal dröm från tsartiden sedan Sibirien blivit förryskat på 1600-talet, vilket tog allt konkretare former under 1800-talet då man påbörjade bygget av den Transsibiriska järnvägen. Redan före järnvägarnas tidsålder fanns en farbar väg till Irkutsk, om än av dålig kvalitet. Den skildrades i Jules Vernes roman Tsarens kurir.
Under Sovjetunionens existens försökte man flera gånger att förverkliga drömmen om att bygga färdigt landsvägen, under såväl Stalin som senare Brejznev. Vägen är därför utbyggd under olika tidsepoker med olika krav på vägstandard och utformning vilket gör att avsnitt med modern landsvägsstandard varvas med smala grusvägar som kan bli opasserbara efter häftiga regn eller vid tjällossningar. Vägen är därför ännu inget egentligt alternativ som praktiskt transportalternativ till järnvägen. Många boende har terränganpassade bilar. Vägen till Irkutsk, och sedan vidare till Kina skildras i TV-serien Peking Express år 2007, där ett antal personer ska tävla om att snabbast lifta Moskva-Peking.